# Гронь (Татранський повіт)
Гронь (пол. Groń) — село в Польщі, у гміні Буковина-Татшанська Татранського повіту Малопольського воєводства.
Населення — 1844 особи (2011).
У 1975-1998 роках село належало до Новосондецького воєводства.

## Демографія
Демографічна структура станом на 31 березня 2011 року:
|          | Загалом | Допрацездатний вік | Працездатний вік | Постпрацездатний вік |
| -------- | ------- | ------------------ | ---------------- | -------------------- |
| Чоловіки | 945     | 229                | 634              | 82                   |
| Жінки    | 899     | 184                | 544              | 171                  |
| Разом    | 1844    | 413                | 1178             | 253                  |